# سزار پووولنی
سزار پووولنی (انگلیسی: César Povolny؛ زادهٔ ۱۹ ژوئیهٔ ۱۹۱۴) بازیکن فوتبال اهل فرانسه است.
از باشگاه‌هایی که در آن بازی کرده‌است می‌توان به باشگاه فوتبال لو آور اشاره کرد. وی عضو تیم ملی فوتبال فرانسه در جام جهانی فوتبال ۱۹۳۸ بوده است.